# Heinrich zu Dohna-Wundlacken
Graf Heinrich Ludwig Adolph zu Dohna-Wundlacken (* 16. Mai 1777 in Mohrungen, Ostpreußen; † 20. September 1843) war ein preußischer Offizier und Beamter.

## Herkunft
Heinrich Graf zu Dohna-Wundlacken ist der Sohn von Burggraf Ludwig Graf von Dohna-Wundlacken (1733–1787), des nächstjüngeren Bruders von August von Dohna-Lauck, und Amalie Wilhelmine von Waldburg (1753–1793). Er hatte zwei Schwestern:
- Amalie Friederike Ottilie (1784–1808) ⚭ 1784 Graf Christoph Emil Alexander Leopold von Dohna-Lauck
- Dorothea Teófila Paulina Ludovica (1786–1855) ⚭ 1786 Burggraf Alexander Fabian zu Dohna-Schlobitten (1781–1850).[2]

## Leben
Heinrich Graf zu Dohna-Wundlacken studierte 1791–1795 an der Albertus-Universität Königsberg. Sein Professor war unter anderem Immanuel Kant. Während seiner Studienzeiten verfasste Graf zu Dohna-Wundlacken in den Jahren 1791 bis 1793 etliche Kolleghefte über seine Vorlesungen. Teilweise sind diese Hefte noch heute erhalten. 1802 wurde er Kriegs- und Domänenrat in Königsberg.
1809 wurde Dohna-Wundlacken als Staatsrat nach Berlin berufen. Während der napoleonischen Befreiungskriege diente er unter seinem Schwager Ludwig Adolf Wilhelm von Lützow als Offizier im Lützowschen Freikorps, dem späteren preußischen Infanterie-Regiment „von Lützow“ (1. Rheinisches) Nr. 25.
Von 1815 bis 1831 war Dohna-Wundlacken Regierungspräsident in Köslin. 1835 wechselte er in gleicher Funktion nach Königsberg, wo er 1834 zusätzlich zum Obermarschall ernannt wurde. 1843 war er kurzzeitig Präsident des  Provinzialkonsistoriums der Kirchenprovinz Ostpreußen mit dem Rang eines Oberpräsidenten.
Heinrich Graf zu Dohna-Wundlacken war zweimal verheiratet. Seine erste Ehe schloss er am 29. August 1812 mit Wilhelmine Sophie Freiin von Lützow (* 12. Mai 1784; † 10. Januar 1837) und die zweite Ehefrau war Constança Hermínia von Dohna-Reichertswalde (* 29. Oktober 1807; † 29. Dezember 1882).